# フィリー・ファナティック
フィリー・ファナティック（英：Phillie Phanatic / Philly Phanatic）は、メジャーリーグのフィラデルフィア・フィリーズの球団マスコット。1978年から登場し、メジャーリーグの球団マスコットの中でも高い人気を誇る。

## 歴史

### 誕生
1970年代後半、フィリーズの本拠地ベテランズ・スタジアムには、熱狂的ではあるものの酒に酔って暴力沙汰を起こすような粗暴なフィリーズファンが目立つようになっており、子どもや女性など家族連れの足が遠のく懸念があったといわれている。加えて1977年にベテランズ・スタジアムで行われたナショナルリーグチャンピオンシップシリーズ第3戦での出来事が、マスコット誕生のもうひとつのきっかけになった。この試合の先発だったドジャーズのバート・フートンは、2回裏フィリーズの攻撃の際、熱烈なファンの声援もあってか、審判のボール／ストライクの判定に抗議するなど、冷静さを失い四球を連発して交代になってしまったのである。
当時球団の若い幹部でマーケティングや広報を担当していたデニス・リーマンは、子どもや女性の呼び込みのためには、サンディエゴ・パドレスの本拠地サンディエゴ・スタジアムに登場し、人気者になっていたサンディエゴ・チキンのようなマスコットがフィリーズにも必要と考えるようになっていた。1977年のシーズンオフに、キャラクターの制作がセサミストリート等で実績のあったジム・ヘンソンとタイアップしていた、ニューヨークのハリソン・エリクソン社に依頼された。名前は前述の『狂信的（fanatic）なフィリーズファン』になぞらえ、単語のつづりをフィリーズの"ph-"でもじった"phanatic"とされた。
当時副代表だったビル・ジャイルズは、後年の著書の中で「当時コスチュームデザインは著作権料込みで5,200ドルで、コスチュームデザインだけなら3,900ドルだった。私はコスチュームデザインだけを依頼し、著作権をハリソン・エリクソン社に残した。5年後に球団はファナティックの著作権を買い取ったが、その時は250,000ドルを支払った。これは私の中で最悪の経営判断だった」と回顧している。

### 活躍
ファナティックは1978年4月25日の対シカゴ・カブス戦で、何の紹介もなくひょっこりその姿を現した。正式に紹介されたのは球場ではなく、地元テレビ局WPVIのテレビショー「キャプテン・ノアと魔法の方舟」の中であった。当時球団のフロントオフィスでインターンとして働いていた、デビッド・レイモンドがファナティックのパフォーマーとなり、レイモンドは1993年までの15年間ファナティックを演じ、翌1994年からはトム・バーゴインがファナティックを演じている。いたずら好きのキャラクターだが、その度が過ぎたこともあり、あるイベントに来ていた男性に思い切り抱きついた際、男性が背中をひどく痛めてしまい、球団に250万ドルの損害賠償の支払いの判決が出たこともある。
ファナティックは2005年に、パフォーマーだったデビッド・レイモンドがマスコット栄誉の殿堂を創設した際殿堂入りをしている。2006年のシーズン開幕戦には、「町を赤く塗りつぶせ（Paint the Town Red）」という球団プロモーションの一環として赤色のファナティックが登場し、以降も時折姿を見せるようになった。同2006年公開の映画「ロッキー・ザ・ファイナル」では、ロッキーがお気に入りという設定もあり、エンディングクレジットにファナティックが登場した。2009年には、地元フィラデルフィアの子供博物館が主催する"Great Friends to Kids Awards"の表彰を受けた。

## プロフィール
緑色の毛皮で覆われ太った体形をしている。円筒形のくちばしには吹き戻しが仕掛けられており、これで舌を出すような表現をする。球団公式サイトによるプロフィールは以下の通り。
- 身長：6フィート6インチ（約198.1cm）
- 体重：300ポンド（約136.1kg）
- 腰回り：90インチ（約228.6cm）
- ガラパゴス諸島出身で、母親の名前は"Phoebe"（フィービー）。
- 趣味：食べること、寝ること、読書、フィリーズの応援
- 好きな食べ物：チーズステーキ、ソフトプレッツェル、hoagies、scrapple、Tastykakes （いずれもフィラデルフィアの名物）
- 好きな映画：ロッキー
- 好きな歌：“Motown Philly”、“私を野球に連れてって”
- 人生最高の瞬間：1980年のフィリーズ優勝パレード

1999年まで審判を務めていたエリック・グレッグがお気に入りだったそうで、彼の担当する試合はわざわざフィールドに出迎えたりしたそうである。
試合前の練習の際、野手のグラブをこっそり盗んで観客席に投げ込んでしまういたずらはよく知られている。また時折、試合の合間にランチャーを使って観客席にホットドッグを打ち込むパフォーマンスを見せる。マスコットが球場内をATVに乗って走り回るようになったのはファナティックが最初だという。またフィリーズのブルペンにも時折顔をだし、投球練習をしているところがスタジアムの大画面に写されることもあった。
日本のプロ野球チーム広島東洋カープが1995年にファナティックによく似たマスコット「スラィリー」を登場させているが、マスコット殿堂等の紹介文では、スラィリーは人気者のファナティックの "counterpart"（片割れ、写しといった意味）と紹介されている。ファナティックとスラィリーは同じハリソン・エリクソン社デザインである。